# Spanyol nyelvhelyesség
Spanyol nyelvhelyesség alatt a Spanyol Királyi Akadémia által jelenleg elfogadott művelt spanyol nyelvi norma, valamint az ehhez kapcsolódó különféle nyelvi jelenségek kapcsolatát, illetve e jelenségek társadalmi megítélését értjük. Mindenekelőtt eloszlatandó az anyanyelvi beszélők azon tévhite, miszerint ami elterjedt – „mert az én hazámban ezt mindenki így fejezi ki (írja le)”, az helyes is a norma szerint; ugyanakkor sok esetben vitatott egy adott nyelvi jelenség „helyessége”. A spanyol nyelvben számos ilyen jelenség fordul elő, e szócikkben csak a legáltalánosabbakról esik szó. Nem képezik tárgyát e szócikknek a helyesírási hibák és hiperkorrekciók, ezekről lásd a spanyol helyesírásról szóló szócikket.

## Leísmo, laísmo és loísmo
A leísmo (’le-zés’), laísmo (’la-zás’) és loísmo (’lo-zás’) talán valamennyi jelenség közül a legelterjedtebbek. A leísmo azt jelenti, hogy az etimológiailag részes esetű le, les névmásokat a tárgyesetű lo, los vagy la, las névmások helyett használják. Ez a jelenség Spanyolországban elfogadott a Spanyol Királyi Akadémia által mindaddig, amíg csak hímnemben és csak személyek vonatkozásában használják, például le conozco ’ismerem őt’ az etimológiailag szabályos lo conozco helyett; szintén elfogadott a hispano-amerikai ún. udvariassági (vagy magázó) leizmus. Minden egyéb használata a művelt nyelvi norma szerint hibás, akárcsak a laísmo és loísmo, amelyek a leizmus ellentétjei, vagyis abban nyilvánulnak meg, hogy a tárgyesetű la, lo névmásokat használják a részes esetű le helyett. A laizmus Spanyolországban az északi területeken a legelterjedtebb, a loizmus viszont erősen dialektális jellegű, és vulgarizmusnak számít.

## Dequeísmo és queísmo
A dequeísmo (’de que-zés’) a de elöljárószó kelletlen használatát jelenti a que kötőszó előtt (valószínűleg azért, mert a de az egyik leggyakrabban használt többfunkciós elöljárószó a spanyolban), például dile de que venga ’mondd meg neki, hogy jöjjön’ a szabályos dile que venga helyett; míg a queísmo (’que-zés’) ennek ellenkezője, vagyis amikor a de que vonzatból a de elöljárószót kihagyják, például estoy seguro que viene ’biztos vagyok (abban), hogy jön’ a szabályos estoy seguro de que viene helyett. Ez utóbbi nem súlyos hiba; az előbbi vulgarizmus.

## Quesuismo
A quesuismo (’que su-zás’) a spanyol nyelvben a que su szerkezet használatára utal az ’akié’, ’amié’, ’akinek a’, ’aminek a’ jelentésben az eleve ezt jelentő cuyo, -a, -os, -as (< lat. CUIUS) vonatkozó névmás helyett: például el chico que su padre es médico a szabályos el chico cuyo padre es médico helyett. Az első mondat szó szerinti fordítása: ’a fiú, aki az apja orvos’, míg nyelvtanilag a második, ’a fiú, akinek az apja orvos’ lenne szabályos. A quesuismo főként a kötetlen társalgási nyelvben fordul elő, oka a cuyo névmás ritka használata.

## Seseo és ceceo
A seseo (’sz-ezés’) az s, valamint a ce, ci szótagokban a c, illetve a z hangok azonos ejtése az s javára, a Spanyolország legnagyobb részén érvényes megkülönböztető ejtéstől eltérően. Ellentétje a ceceo (’selypítés’), amely szintén nem megkülönböztető ejtést jelöl, de nem az s, hanem a z-vel jelölt hang javára. Mindkét jelenség ugyanazokra a nyelvtörténeti okokra vezethető vissza; lényegében arról van szó, hogy a középkori spanyolban meglévő c~dz [t͡s~d͡z] és sz~z [s~z] hangok a 16. századi hangeltolódás során Kasztíliában másképp fejlődtek (a megkülönböztetés megmaradt), míg a déli területeken mindkettő sz-szerű hangként folytatódott. A seseo ejtés valósul meg néhány délspanyol városban (Sevilla, Córdoba stb.), a Kanári-szigeteken, valamint egész Hispano-Amerikában, ahol teljes mértékben elfogadott és helyes; a ceceo erősen népies jellegű, legfőképpen Andalúzia déli területeire jellemző és Latin-Amerikában csak elszórtan fordul elő. Érdekesség, hogy a seseo és ceceo kifejezések nyilvánvalóan csak Spanyolország megkülönböztető ejtést használó területein értelmezhetőek, hiszen a nem megkülönböztető (autokton) területeken mindkét szó azonosan hangzik.

## Voseo
A voseo (’vos-ozás’) nem tartozik igazán a nyelvhelyesség kérdéséhez, viszont a vele használt igealakok már inkább. A régies vos (eredetileg ’ti’ a jelentése, az óspanyolban „királyi többes”-ként is használták) névmás egyes szám második személyű használatát jelenti a tú helyett, főként Közép- és Dél-Amerikában. E névmás használatához külön igealakok tartoznak, amelyek a többes szám második személyű alakból jöttek létre a félhangzós -i- elhagyásával. Ezen alakokat a sztenderd nyelvi norma csak a kijelentő mód jelen idejében és a felszólító módban fogadja el, a többi alak népiesnek számít; különösképpen kerülendő a múlt idő -stes végű alakja, mivel nem különböztethető meg a tú névmással használt -stes vulgarizmustól.

## Yeísmo
A yeísmo (’j-zés’) a palatális „l” hang „j”-ként történő ejtését jelenti, vagyis az ll és az y betűkkel jelölt hangok azonosan hangzanak az y hangértékének javára. Az egész spanyol nyelvterületen ez az ejtésmód az általános, mindössze néhány kivétel van, ahol az ll jésített l-nek [ʎ] történő ejtése megőrződött. Éppen ezért a yeísmo nem hiba, hanem a nyelv természetes fejlődésének eredménye; mindazonáltal a Spanyol Királyi Akadémia és a nyelvművelők továbbra is azt hirdetik, hogy törekedni kell a két hang megkülönböztetésére. A yeísmo elterjedésében a városok játszottak fontos szerepet, így nem meglepő, hogy általában a falvakra jellemző a hagyományőrző megkülönböztető kiejtés Spanyolországban.